# Indiana Jones (franquia)
Indiana Jones é uma franquia de mídia estadunidense criada por  George Lucas e Philip Kaufman e baseada nas aventuras do personagem homônimo, um arqueólogo e explorador fictício. A franquia teve início em 1981 com o lançamento de Raiders of the Lost Ark, seu primeiro filme. Em 1984, foi lançada a prequela Indiana Jones and the Temple of Doom e em 1989 a sequência Indiana Jones and the Last Crusade. O quarto filme da série, intitulado Indiana Jones and the Kingdom of the Crystal Skull, foi lançado em 2008, sendo também o último distribuído pela Paramount Pictures. A franquia criada por George Lucas é estrelada por Harrison Ford e teve seus filmes dirigidos por Steven Spielberg, sendo uma das mais memoráveis sequências do cinema norte-americano. Desde a aquisição da Lucasfilm em 2012, os filmes da franquia são distribuídos pela Walt Disney Company.
Em 1992, o personagem ganhou uma versão televisiva com o lançamento de The Young Indiana Jones Chronicles, que narra as aventuras do personagem durante sua juventude ao lado de seu pai. A Marvel Comics já havia publicado uma série de quadrinhos sobre o personagem em 1983, assim como algumas publicações da Dark Horse Comics a partir de 1991. Além disto, o universo Indiana Jones já recebeu várias adaptações para livros, banda desenhada e jogos eletrônicos.

## Filmes
| Filme           | Títulos em português                                                                          | Data de lançamento  | Diretor(es)      | Roteirista(s)                                           | História(s)                                             | Produtor(es)                                                       |
| --------------- | --------------------------------------------------------------------------------------------- | ------------------- | ---------------- | ------------------------------------------------------- | ------------------------------------------------------- | ------------------------------------------------------------------ |

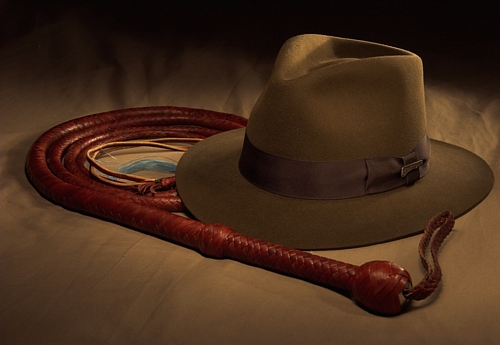
Fedora e chicote: símbolos icônicos de Indiana Jones.

| Indiana Jones   | Indiana Jones e Os Salteadores da Arca Perdida / Indiana Jones e Os Caçadores da Arca Perdida | 12 de junho de 1981 | Steven Spielberg | Lawrence Kasdan                                         | George Lucas e Philip Kaufman                           | Frank Marshall                                                     |
| Indiana Jones 2 | Indiana Jones e o Templo Perdido / Indiana Jones e o Templo da Perdição                       | 23 de maio de 1984  | Steven Spielberg | Gloria Katz e Willard Huyck                             | George Lucas                                            | Robert Watts                                                       |
| Indiana Jones 3 | Indiana Jones e a Grande Cruzada / Indiana Jones e a Última Cruzada                           | 24 de maio de 1989  | Steven Spielberg | Jeffrey Boam                                            | George Lucas e Menno Meyjes                             | Robert Watts                                                       |
| Indiana Jones 4 | Indiana Jones e o Reino da Caveira de Cristal                                                 | 22 de maio de 2008  | Steven Spielberg | David Koepp                                             | George Lucas e Jeff Nathanson                           | Frank Marshall                                                     |
| Indiana Jones 5 | Indiana Jones e o Marcador do Destino / Indiana Jones e a Relíquia do Destino                 | 30 de junho de 2023 | James Mangold    | James Mangold, Jez Butterworth e John-Henry Butterworth | James Mangold, Jez Butterworth e John-Henry Butterworth | Simon Emanuel, Frank Marshall, Steven Spielberg e Kathleen Kennedy |

### Enredo
O primeiro filme da série, Raiders of the Lost Ark (1981) se passa em 1936. Indiana Jones (Harrison Ford) é contratado pelo governo norte-americano para localizar a mítica Arca da Aliança antes que esta caia em mãos dos Nazistas. O governo do Terceiro Reich possui uma organização de busca e pesquisa de artefatos religiosos, incluindo a Arca, que segundo a lenda, tem o poder de tornar qualquer exército invencível. Com a ajuda de sua antiga paixão da juventude, Marion Ravenwood (Karen Allen) e seu leal amigo Sallah (John Ryes-Davies), Jones embarca numa aventura em busca da Arca no Egito. Sob a liderança de René Belloq (Paul Freeman), os nazistas roubam o artefato e capturam Indiana Jones e Marion. Belloq e seus homens são pegos por uma maldição ao tentar abrir a Arca, enquanto Jones e Ravenwood escapam, levando o objeto para pesquisas nos Estados Unidos.
A segunda aventura de Indiana Jones, Indiana Jones and the Temple of Doom (1984) se passa no ano de 1935, um ano antes dos eventos do filme anterior. Em Xangai, Jones foge da máfia chinesa com a ajuda da cantora e dançarina Willie Scott (Kate Capshaw) e seu pequeno parceiro "Short Round" (Jonathan Ke Quan). Os três aterrissam no interior da Índia, num vilarejo onde as crianças foram misteriosamente raptadas pelo feiticeiro Mola Ram (Amrish Puri). Ram pretende usar as sagradas Pedras de Sankara para dominar o mundo ocidental. Com a ajuda de seus parceiros, Jones consegue deter a magia de Mola Ram, resgatar as crianças e devolver as pedras sagradas ao seu devido lugar.
Em Indiana Jones and the Last Crusade (1989), um jovem Indiana Jones tenta recuperar uma cruz pertencente a Francisco Vázquez de Coronado, tarefa que só conseguirá realizar em 1938. Anos mais tarde, Jones e seu amigo Marcus Brody (Denholm Elliott) são encarregados pelo enigmático empresário americano Walter Donovan (Julian Glover) de encontrar o Santo Graal. À dupla, une-se a Dra. Elsa Schneider (Alison Doody) em uma busca com início na localidade onde o pai de Jones, o Dr. Henry Jones (Sean Connery), foi visto pela última vez. Eventualmente, é revelado que Elsa e Donovan estão aliados aos Nazistas e capturaram Henry Jones para atrair a atenção de seu filho. Contudo, Jones recupera o diário de seu pai e consegue resgatá-lo antes que a relíquia seja encontrada. Donovan e Elsa caem em tentação perante o Santo Graal, enquanto Jones e Henry descobrem que sua relação familiar é muito mais importante do que a caçada por tesouros antigos.
O quarto filme da franquia, Indiana Jones and the Kingdom of the Crystal Skull (2008), se passa quase vinte anos após o filme anterior. Indiana Jones leva a vida como um pacato professor universitário até ser envolvido em uma nova e surpreendente aventura. Jones disputa com agentes da União Soviética, liderados pela rigorosa Irina Spalko (Cate Blanchett) pela posse de uma caveira de cristal. A jornada passa por Nevada, Connecticut, Peru e a Floresta Amazônica brasileira. Jones é traído por um de seus melhores amigos, Mac (Ray Winstone), conhece seu filho Mutt Williams (Shia LaBeouf) e reencontra sua antiga paixão Marion Ravenwood.
O quinto filme da franquia, Indiana Jones and the Dial of Destiny (2023), abre com um prólogo durante a liberação da Europa em 1944 com Jones e outro arqueólogo,  Basil Shaw (Toby Jones), reavendo a máquina de Arquimedes do cientista nazista Jürgen Voller (Mads Mikkelsen), para em seguida pular para 1969, onde Jones está prestes a se aposentar e deprimido após a morte de Mutt na guerra do Vietnã causar a ruína de seu casamento com Marion. Helena Shaw (Phoebe Waller-Bridge), filha de Basil e afilhada de Jones, surge querendo a máquina, assim como Voller, que foi recrutado para a NASA após o fim da Segunda Guerra.

Países visitados por Indiana Jones:
Países visitados em Raiders of the Lost Ark
Países visitados em Temple of Doom
Países visitados em The Last Crusade
Países visitados em Kingdom of the Crystal Skull
Países visitados em Dial of Destiny

### Desenvolvimento

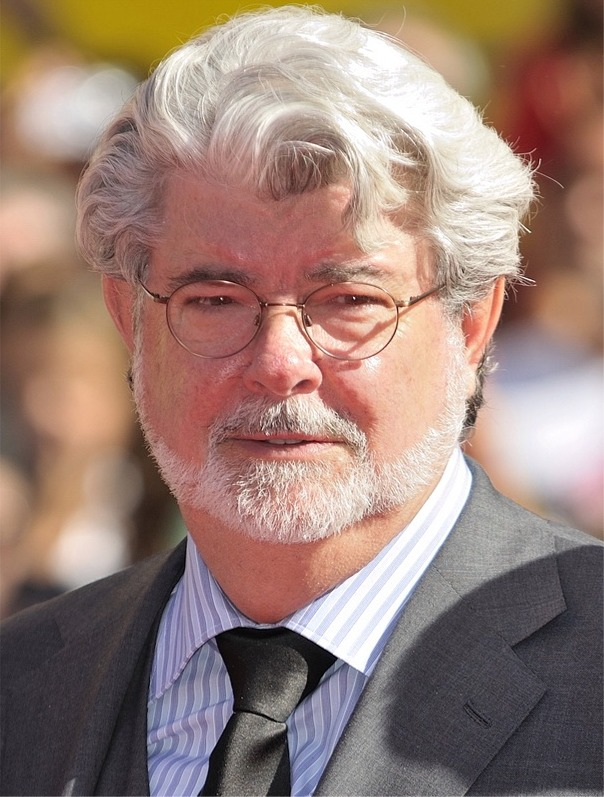
George Lucas, o criador e principal desenvolvedor da franquia Indiana Jones.

Em 1973, George Lucas escreveu The Adventures of Indiana Smith. Assim como em Star Wars, foi uma oportunidade de criar uma versão moderna dos filmes seriais das décadas de 1930 e 1940. Lucas discutiu o projeto com Philip Kaufman, com quem havia trabalhado por semanas até decidirem desenvolver a Arca da Aliança como um enredo "MacGuffin". No entanto, o projeto foi paralisado quando Clint Eastwood contratou Kaufman para produzir o roteiro de The Outlaw Josey Wales. Em maio de 1977, Lucas estava  de férias em Maui, fugindo do estrondoso sucesso causado pelo primeiro filme da franquia Star Wars, assim como Steven Spielberg que acabara de lançar Close Encounters of the Third Kind. Spielberg conversou com Lucas sobre seu interesse em produzir um filme de James Bond, porém este último apresentou-lhe o que chamava de "algo muito melhor do que James Bond", que seria o enredo prévio de Raiders of the Lost Ark. Logo de início Spielberg aprovou a ideia, alcunhando o projeto de "James Bond sem equipamentos". Pouco tempo depois, Lucas e Spielberg fecharam contrato com a Paramount Pictures para o lançamento de cinco filmes sobre o personagem Indiana Jones.
Spielberg e Lucas planejaram tornar Indiana Jones and the Temple of Doom muito mais obscuro por conta de seus gostos pessoais além de seus recentes divórcios. Lucas planejou o filme como uma prequela, ainda que não tenha concordado em manter o regime nazista como foco antagônico novamente. A princípio, o filme seria sobre as lendas em torno do Rei Macaco e um castelo místico, porém o próprio Lucas optou por desenvolver a lenda das Pedras de Sankara. Willard Huyck e Gloria Katz foram contratados para produzir o roteiro do filme por conta de seu interesse e ampla pesquisa em cultura indiana. Algumas das principais cenas foram retiradas de Raiders of the Lost Ark, incluindo a famosa cena em que Jones sobrevive pendurado em um gongo. Para o terceiro filme, Spielberg chegou a revisitar os conceitos do Rei Macaco e seu castelo místico, mas Lucas novamente discordou do enredo e a dupla optou por desenvolver algo sobre a lenda do Santo Graal. Spielberg, que havia considerado o tema muito etéreo, incluiu uma subtrama entre pai e filho afirmando que "o Graal que todos buscam poderia ser uma metáfora para a busca de um filho pela reconciliação com seu pai."

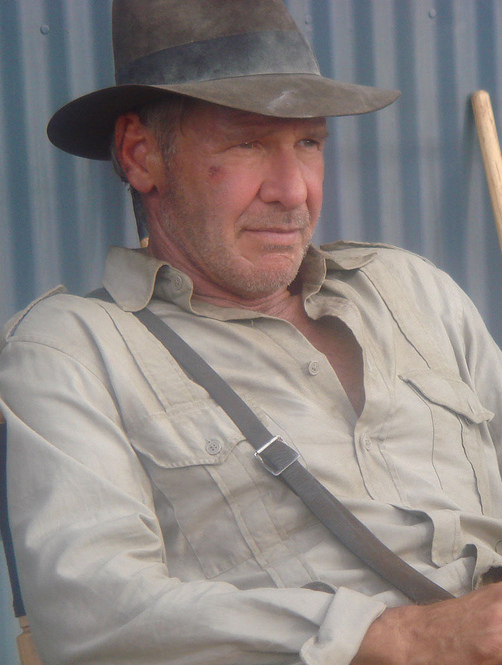
Harrison Ford como Indiana Jones nas gravações de The Kingdom of the Crystal Skull, 2007.

Após o lançamento de Indiana Jones and the Last Crusade, em 1989, Lucas deixou a franquia por considerar que não poderia produzir algo novo sobre o personagem, no entanto, focou na produção da série televisiviva The Young Indiana Jones Chronicles, explorando o universo da juventude de Indiana Jones. Ford voltou a atuar como Indiana Jones no episódio piloto da série, narrando suas aventuras na Chicago de 1920. Ao gravar com Ford para a série, Lucas reconsiderou a possibilidade de realizar um novo filme se passando na década de 1950. Para Lucas, o novo filme poderia refletir a ficção científica dos filmes B dos anos 50, com alienígenas e outras criaturas misteriosas. Ford não concordou com esta nova perspectiva, afirmando: "De modo algum farei um filme de Steven Spielberg deste jeito." O próprio Spielberg, que havia se sagrado como um grande realizador do gênero com Close Encounters of the Third Kind e E.T. the Extra-Terrestrial, resistiu à ideia. Lucas, então, desenvolveu outro enredo, que Jeb Stuart roteirizou entre outubro de 1993 e maio de 1994. O cineasta desejava incluir o casamento de Jones, permitindo assim o retorno de Henry Jones, Sr. à franquia. Ao descobrir que Josef Stalin tinha interesse notório por conflitos psíquicos, Lucas decidiu incluir os soviéticos como antagonistas além de alienígenas com poderes psíquicos. Após o lançamento do roteiro de Start, Lucas trouxe de volta o roteirista de Last Crusade, Jeffrey Boam, para reescrever mais três novas versões, das quais a última viria a ser concluída em 1996. Três meses depois, no mesmo ano, foi lançado Independence Day e Spielberg afirmou que não pretendia dirigir outro filme com ficção científica tão cedo (ou pelo menos até War of the Worlds em 2005). Lucas, por sua vez, decidiu focar na Trilogia Prequela de Star Wars.

Em 2000, Spielberg, Ford, Lucas, e os produtores Frank Marshall e Kathleen Kennedy se encontraram em um tributo a Ford pelo American Film Institute e decidiram que valia a pena tentar mais um Indiana Jones. Lucas resolveu tornar os extraterrestres não como do espaço, mas de outra dimensão (inspirado na teoria das cordas) e usar as caveiras de cristal como ponte. Frank Darabont escreveu um roteiro em 2002 (cuja maior colaboração foi o retorno da mocinha de Os Caçadores e um filho para Indiana), e Jeff Nathanson, outro em 2004. A partir daí David Koepp assumiu o texto, que foi batizado Indiana Jones e o Reino da Caveira de Cristal. Como Spielberg não queria se afastar da família, todas as filmagens foram nos Estados Unidos. O filme foi lançado em 22 de maio de 2008.
Kingdom of the Crystal Skull levou a especulações acerca de sua elevação ao posto de protagonista da franquia no lugar de Harrison Ford. Em entrevista ao site IGN Spielberg sugeriu que LaBeouf "teria de fazer vários filmes dos Transformers antes de assumir o 'fedora e o chicote' de Indiana Jones." O próprio ator disse não saber da veracidade das informações, afirmando que "era apenas um rumor engraçado". Ford, por sua vez, afirmou que retomaria o papel principal na quinta produção da franquia "se não levassem mais vinte anos para ser lançada", ao que Spielberg respondeu que ocorreria "somente se o público quisesse". Em entrevista à revista Time, quando questionado sobre passar o cargo a LaBeouf no próximo filme, Ford afirmou que ainda pretendia continuar com o personagem nas próximas produções, mas não descartou a participação do ator e seu personagem no enredo futuro.
No Festival de Cannes de 2008, Lucas acentuou a ideia de um quinto filme, indicando ainda que pretendia tornar LaBeouf o protagonista e fazer com que o personagem de Harrison Ford retornasse no enredo como Sean Connery fez no último filme. À época do lançamento de Last Crusade, Connery tinha somente 58 anos de idade. Lucas também disse que a idade de Ford não seria um fator que impedisse, já que o ator havia protagonizado o quarto filme já com 65 anos. Em agosto de 2008, o cineasta revelou já estar pesquisando a trama central de um quinto filme da franquia, além de descartar publicamente a ideia de um spin-off. Dois meses mais tarde, no entanto, Ford afirmou que não retornaria ao papel se o filme fosse uma animação, como The Clone Wars, também dirigido por Lucas.
Em outubro de 2012, a Walt Disney Company anexou a Lucasfilm em uma debatida compra comercial, desta forma garantindo os direitos de produção e distribuição das franquias Indiana Jones e Star Wars, entre outras. Em dezembro de 2013, o Walt Disney Studios adquiriu os direitos de produção restantes concernentes aos filmes, sendo que os direitos de distribuição foram mantidos pela Paramount Pictures, que deverá receber ainda participação financeira nos retornos. Apesar de um novo filme não ter sido anunciado oficialmente desde então, o presidente da Disney Bob Iger expressou publicamente seu interesse em investir na franquia através de várias outras divisões do conglomerado. Alan Horn, o diretor dos estúdios, afirmou que um quinto filme de Indiana Jones não seria pensado nos dois ou três anos seguintes.
Em maio de 2015, em entrevista a revista Vanity Fair, a produtora Kathleen Kennedy confirmou o planejamento de um quinto filme da franquia: "Um novo filme será produzido nesta nova companhia. Não estou certa de quando isto ocorrerá. Ainda não começamos a trabalhar no roteiro, mas já estamos em conversações sobre." Em outubro do mesmo ano, Spielberg revelou ao Yahoo! Movies que Ford provavelmente retornaria como o protagonista na próxima produção cinematográfica.
Em 15 de março de 2016, a Walt Disney Studios anunciou oficialmente o quinto filme com data de lançamento prevista para 19 de julho de 2019. O filme terá Harrison Ford como o protagonista Indiana Jones, além de contar com a direção de Steven Spielberg, roteiro de Koepp e produção de Marshall e Kennedy. O criador da franquia, George Lucas, não envolveu-se formalmente com o quinto filme. Contudo, durante uma coletiva de imprensa sobre The BFG, Spielberg afirmou: "Lucas retornará como produtor executivo. Eu nunca faria um 'Indiana Jones' sem George Lucas. Seria insano." Enquanto isto, Marshall afirmou que o filme seria uma continuação dos eventos retratados em Kingdom of the Crystal Skull. Em 9 de junho de 2016, Spielberg confirmou John Williams como compositor da trilha sonora. Em 2020, Spielberg abandonou o projeto, dizendo que precisava de "uma abordagem nova". James Mangold assumiu, sendo sugerido por Ford após ter produzido The Call of the Wild, e reescreveu os roteiros de Koepp com os roteiristas de Ford v. Ferrari Jez e John-Henry Butterworth. O quinto filme, Indiana Jones and the Dial of Destiny, foi lançado em 2023.

## Recepção

### Desempenho nas bilheterias
| Filme                                              | Data de lançamento  | Receita          | Receita            | Receita       | Orçamento   | Ref.   |
| Filme                                              | Data de lançamento  | América do Norte | Outros territórios | Mundo         | Orçamento   | Ref.   |
| -------------------------------------------------- | ------------------- | ---------------- | ------------------ | ------------- | ----------- | ------ |
| Raiders of the Lost Ark                            | 12 de junho de 1981 | 248,159,971      | 141,766,000        | 389,925,971   | 18,000,000  | [ 39 ] |
| Indiana Jones and the Temple of Doom               | 23 de maio de 1984  | 179,870,271      | 153,237,000        | 333,107,271   | 28,000,000  | [ 40 ] |
| Indiana Jones and the Last Crusade                 | 24 de maio de 1989  | 197,171,806      | 277,000,000        | 474,171,806   | 48,000,000  | [ 41 ] |
| Indiana Jones and the Kingdom of the Crystal Skull | 22 de maio de 2008  | 317,101,119      | 469,534,914        | 786,636,033   | 185,000,000 | [ 42 ] |
| Indiana Jones and the Dial of Destiny              | 30 de junho de 2023 | 174,480,468      | 208,597,987        | 383,078,455   | 294,000,000 | [ 43 ] |
| Total                                              | Total               | 1,116,783,635    | 1,254,153,810      | 2,370,937,445 | 574,000,000 | [ 44 ] |

### Crítica
| Filme                                         | Rotten Tomatoes    |
| --------------------------------------------- | ------------------ |
| Raiders of the Lost Ark                       | 94% (71 resenhas)  |
| Indiana Jones and the Temple of Doom          | 85% (65 resenhas)  |
| Indiana Jones and the Last Crusade            | 88% (68 resenhas)  |
| Indiana Jones e o Reino da Caveira de Cristal | 77% (308 resenhas) |
| Indiana Jones e a Relíquia do Destino         | 70% (417 resenhas) |

### Prêmios e indicações
Prêmios da Academia
| Categoria             | Raiders of the Lost Ark | Temple of Doom | Last Crusade | Dial of Destiny |
| --------------------- | ----------------------- | -------------- | ------------ | --------------- |
| Direção de Arte       | Venceu                  |                |              |                 |
| Mixagem de som        | Venceu                  |                | Indicado     |                 |
| Cinematografia        | Indicado                |                |              |                 |
| Diretor               | Indicado                |                |              |                 |
| Edição                | Venceu                  |                |              |                 |
| Banda sonora original | Indicado                | Indicado       | Indicado     | Indicado        |
| Filme                 | Indicado                |                |              |                 |
| Edição de som         | Venceu                  |                | Venceu       |                 |
| Efeitos visuais       | Venceu                  | Venceu         |              |                 |

Globo de Ouro
| Categoria | Raiders of the Lost Ark | Temple of Doom | Last Crusade | Kingdom of the Crystal Skull |
| --------- | ----------------------- | -------------- | ------------ | ---------------------------- |
| Direção   | Indicado                |                |              |                              |

## Elenco e personagens
| Personagem                        | Filme                   | Filme            | Filme                               | Filme                        | Filme                |
| Personagem                        | Raiders of the Lost Ark | Temple of Doom   | The Last Crusade                    | Kingdom of the Crystal Skull | Dial of Destiny      |
| --------------------------------- | ----------------------- | ---------------- | ----------------------------------- | ---------------------------- | -------------------- |
| Indiana Jones (Henry Jones, Jr.)  | Harrison Ford           | Harrison Ford    | Harrison Ford River Phoenix (jovem) | Harrison Ford                | Harrison Ford        |
| René Belloq                       | Paul Freeman            |                  |                                     |                              |                      |
| Marcus Brody                      | Denholm Elliot          |                  | Denholm Elliot                      |                              |                      |
| Marion Ravenwood                  | Karen Allen             |                  |                                     | Karen Allen                  | Karen Allen          |
| Major Toht                        | Ronald Lacey            |                  |                                     |                              |                      |
| Sallah                            | John Rhys-Davies        |                  | John Rhys-Davies                    |                              | John Rhys-Davies     |
| Willie Scott                      |                         | Kate Capshaw     |                                     |                              |                      |
| Short Round                       |                         | Jonathan Ke Quan |                                     |                              |                      |
| Mola Ram                          |                         | Amrish Puri      |                                     |                              |                      |
| Walter Donovan                    |                         |                  | Julian Glover                       |                              |                      |
| Elsa Schneider                    |                         |                  | Alison Doody                        |                              |                      |
| Henry Jones, Sr.                  |                         |                  | Sean Connery Alex Hyde-White        |                              |                      |
| George "Mac" MacHale              |                         |                  |                                     | Ray Winstone                 |                      |
| Irina Spalko                      |                         |                  |                                     | Cate Blanchett               |                      |
| Mutt Williams (Henry Jones, III.) |                         |                  |                                     | Shia LaBeouf                 |                      |
| Harold Oxley                      |                         |                  |                                     | John Hurt                    |                      |
| Jürgen Voller                     |                         |                  |                                     |                              | Mads Mikkelsen       |
| Helena Shaw                       |                         |                  |                                     |                              | Phoebe Waller-Bridge |
| Basil Shaw                        |                         |                  |                                     |                              | Toby Jones           |
| Jürgen Voller                     |                         |                  |                                     |                              | Mads Mikkelsen       |

## Equipe técnica
| Personagem     | Filmes                  | Filmes                    | Filmes             | Filmes                       | Filmes                                                           |
| Personagem     | Raiders of the Lost Ark | Temple of Doom            | The Last Crusade   | Kingdom of the Crystal Skull | Dial of Destiny                                                  |
| -------------- | ----------------------- | ------------------------- | ------------------ | ---------------------------- | ---------------------------------------------------------------- |
| Direção        | Steven Spielberg        | Steven Spielberg          | Steven Spielberg   | Steven Spielberg             | James Mangold                                                    |
| Produção       | Frank Marshall          | Robert Watts              | Robert Watts       | Frank Marshall               | Frank Marshall Kathleen Kennedy                                  |
| Roteiro        | Lawrence Kasdan         | Willard Huyck Gloria Katz | Jeffrey Boam       | David Koepp                  | James Mangold Jez Butterworth John-Henry Butterworth David Koepp |
| Música         | John Williams           | John Williams             | John Williams      | John Williams                | John Williams                                                    |
| Edição         | Michael Kahn            | Michael Kahn              | Michael Kahn       | Michael Kahn                 | Michael McCusker Andrew Buckland Dirk Westervelt                 |
| Cinematografia | Douglas Slocombe        | Douglas Slocombe          | Douglas Slocombe   | Janusz Kaminski              | Phedon Papamichael                                               |
| Distribuição   | Paramount Pictures      | Paramount Pictures        | Paramount Pictures | Paramount Pictures           | Walt Disney Studios                                              |

## Em outras mídias

### Jogos
Foram lançados para diversas plataformas jogos baseados nos filmes para o cinema.
- Raiders of the Lost Ark (1981, Atari 2600 pela Atari)
- Indiana Jones and the Temple of Doom (1985, arcade pela Atari)
- Indiana Jones and the Temple of Doom (1988, NES, Amiga, Amstrad CPC, Apple II, Atari ST, Commodore 64, DOS, MSX e ZX Spectrum, pela Atari e Mindscape)
- Indiana Jones and the Last Crusade: The Action Game (1989, Mega Drive, Amiga, Amstrad CPC, Atari ST, Commodore 64, DOS, Game Boy, Game Gear, MSX, NES, Sega Master System, ZX Spectrum, pela LucasArts)
- Indiana Jones and the Last Crusade: The Graphic Adventure (1989, DOS, Amiga, Atari ST, Macintosh, FM Towns, Amiga CDTV, pela LucasArts)
- Indiana Jones and the Last Crusade (1991, pela Taito)
- Indiana Jones' Greatest Adventures (1994, Super Nintendo Entertainment System, pela LucasArts e JVC)

Além desses, a LucasArts lançou cinco jogos contendo aventuras inéditas do herói:
- Indiana Jones and the Fate of Atlantis (1994, PC, adventure)
- Indiana Jones and His Desktop Adventures (1996, PC, ação/aventura)
- Indiana Jones and the Infernal Machine (1999, PC, Nintendo 64 e Game Boy Color; jogo de ação inspirado em Tomb Raider)
- Indiana Jones and the Emperor's Tomb (2003, PC, PlayStation 2 e Xbox; similar à Infernal Machine)
- Indiana Jones and the Staff of Kings (2009, PS2, PlayStation Portable, Wii e Nintendo DS; similar aos dois que o precederam)

E em 2008, a Traveller's Tales lançou Lego Indiana Jones: The Original Adventures (PC, PS2, Xbox 360, Nintendo DS, PlayStation 3, PlayStation Portable, Wii) contando a história dos três filmes em versão Lego. Uma continuação, Lego Indiana Jones 2: The Adventure Continues, adicionando novos níveis e o quarto filme, foi lançada em Novembro de 2009.
Entre 2011 e 2012, o jogo de Facebook Indiana Jones Adventure World foi publicado pela Zynga.
Em 2024, a Bethesda Softworks vai lançar um novo jogo original da franquia, Indiana Jones and the Great Circle.

### Televisão
Nos anos 1990, George Lucas produziu e realizou uma série, The Young Indiana Jones Chronicles, com Sean Patrick Flanery e Corey Carrier interpretado o personagem aos 17 e 10 anos, respectivamente. George Hall interpretava o herói com 93 anos, e um episódio teve a participação de Harrison Ford como Indiana nos anos 1950.
A série mostrava diversas aventuras de Indy ao redor do mundo, e seu encontro com personalidades históricas como Leon Tolstói, Pancho Villa ou Charles de Gaulle.

### Quadrinhos
Os direitos de banda desenhada de Indiana Jones eram originalmente da Marvel Comics, que adaptou a trilogia original, e depois da adaptação de Raiders of the Lost Ark, criou um título com histórias originais, The Further Adventures of Indiana Jones, publicado entre 1983 e 1986.
A Dark Horse Comics começou a publicar histórias de Indiana Jones com uma adaptação do jogo Indiana Jones and the Fate of Atlantis em 1991, seguido entre 1992 e 1996 por uma série adaptando sete episódios de The Young Indiana Jones Chronicles e sete minisséries com tramas originais, incluindo duas baseadas em histórias descartadas pela Lucasarts para novos jogos. Após a quadrinização de Indiana Jones and the Kingdom of the Crystal Skull em 2008, a Dark Horse publicou uma série de quadrinhos infantis, Indiana Jones Adventures, e a minissérie Indiana Jones and the Tomb of the Gods.

### Livros
Os três primeiros filmes receberam novelizações, Raiders of the Lost Ark  por Campbell Black, Indiana Jones and the Temple of Doom por James Kahn e Indiana Jones and the Last Crusade por Rob MacGregor. MacGregor acabaria contratado por George Lucas para escrever mais livros de Indiana Jones, com as condições de que se passassem nas décadas de 1920 e 1930, após Jones se formar na faculdade, contando com mitos já existentes e apenas um personagem do cinema, Marcus Brody. MacGregor escreveu seis romances entre 1991 e 1992, Indiana Jones and the Peril at Delphi, Indiana Jones and the Dance of the Giants, Indiana Jones and the Seven Veils, Indiana Jones and the Genesis Deluge, Indiana Jones and the Unicorn's Legacy, e Indiana Jones and the Interior World. Mais seis livros se seguiram, dois por Martin Caidin - Indiana Jones and the Sky Pirates e Indiana Jones and the White Witch -  e quatro por Indiana Jones and the Philosopher's Stone, Indiana Jones and the Dinosaur Eggs, Indiana Jones and the Hollow Earth, e Indiana Jones and the Secret of the Sphinx. Em 2008, além do lançamento de uma compilação das novelizações da trilogia original em um volume só, James Rollins escreveu a novelização de Indiana Jones and the Kingdom of the Crystal Skull. Steve Perry escreveu um novo romance,  Indiana Jones and the Army of the Dead, em 2009. MacGregor começou uma novelização do jogo Indiana Jones and the Staff of Kings, mas esta acabaria cancelada após problemas na produção do jogo.